# 摇黄十三家
摇黄十三家（另稱姚黄十三家）是清初活动在川东、鄂西、三峡地区的抗清武装力量。和夔东十三家、西山十三家这些武装力量，互为融合，一致抗清。於其被清軍擊敗以後，有部份将领殘部投奔夔东十三家。
据费密《荒书》所载：“其掌盘子十三人，号摇黄十三家：曰争天王袁韬，曰整齐王张某，曰必反王刘维明，曰闯食王某，曰二哨杨秉允，曰行十万呼九思，曰九条龙，曰震天王白蛟龙，曰黑虎王混天星，曰夺天王某，曰争食王黄鹞子，曰六队马超，曰顺虎过天星梁某。”。

## 記載
清初四川人张烺撰写的《烬馀录》记载：「今统以十分而论之，其死于献贼（张献忠）之屠戮者三，其死于摇黄之掳掠者二，因乱而相残杀者又二，饥而死者及二，其一则死于病也。」